# Wadim Gennadijewitsch Mesjaz

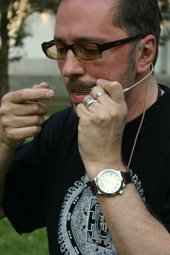
Wadim Mesjaz

Wadim Gennadijewitsch Mesjaz (russisch Вадим Геннадиевич Месяц; * 1964 in Tomsk) ist ein sowjetisch-russischer Physiker, Dichter, Schriftsteller und Publizist.

## Leben
Mesjaz, Sohn des Physikers Gennadi Andrejewitsch Mesjaz, studierte an der Universität Tomsk und wurde 1990 zum Kandidaten der physikalisch-mathematischen Wissenschaften promoviert. Ab 1987 veröffentlichte er Gedichte und ab 1988 Prosa. 1991 erhielt er den US-amerikanischen Preis New Voices in Poetry and Prose.
1992–2006 arbeitete er in den USA als Koordinator des russisch-US-amerikanischen Kulturprogramms am Stevens Institute of Technology in Hoboken (New Jersey). Er initiierte acht Literatur-Festivals in den USA und in Russland. Er gab eine Anthologie zeitgenössischer US-amerikanischer Lyrik heraus (1996 zusammen mit Arkadi Dragomoschtschenko) und die Anthologie zeitgenössischer russischer Lyrik Crossing Centuries: The New Generation in Russian Poetry (2000 zusammen mit John High und anderen). Er übersetzte Lyrik aus dem Englischen (Dylan Thomas, Edward Foster und andere).
2004 organisierte Mesjaz das Zentrum für russische Literatur in Moskau und das Verlagsprojekt Russki Gulliwer, einen der vielen Verlage im Lande für die Veröffentlichung zeitgenössischer Lyrik und innovativer Prosa für Autoren außerhalb des normalen Büchermarkts. Im Herbst 2010 führte er zusammen mit Darlene Reddaway in St. Petersburg und Moskau das Alexander-Parschtschikow-Festival durch zur Erinnerung an den Dichter Alexander Parschtschikow, der zu den Gründern des Russki Gulliwer gehörte. Im Oktober 2011 veranstaltete er am Stevens Institute of Technology eine Gedenkkonferenz für die früheren Beteiligten am russisch-US-amerikanischen Kulturprogramm Nina Iskrenko, Sergei Kurjochin, Dmitri Prigow, Alexander-Parschtschikow und Jelena Schwarz. 2012 gaben das Zentrum für russische Literatur und der Russki Gulliwer die vierteljährliche Literaturzeitschrift Gwideon heraus mit Website.
2002 erhielt Mesjaz den Baschow-Literaturpreis und den Russischen Booker-Preis für seinen Roman Letschenie Elektritschestwom und 2005 den Bunin-Preis für den Erzählungsband Wok-wok. 2011 wurde er bei dem Festival in Jekaterinburg mit dem LiteratuRRöntgen-Preis ausgezeichnet, und die Union der russischen Schriftsteller verlieh ihm  ihren Preis für den Gedichtband Zyganski Chleb (Zigeunerbrot). 2013 erhielt er für seinen Beitrag zur Stärkung der russischen Avantgarde die Dawid-Burljuk-Medaille der russischen Akademie für futuristische Poesie des Dichters Sergei Birjukow. Mesjaz fand hohe Anerkennung bei Joseph Brodsky, Alexander Sinowjew, Michail Gasparow und Wjatscheslaw Iwanow. Seine Gedichte und Prosa erschienen auf Englisch, Deutsch, Italienisch, Französisch, Lettisch, Rumänisch, Belarussisch, Polnisch und Spanisch.
Mesjaz ist Mitglied der Union russischer Schriftsteller, der Union der Schriftsteller Moskaus, der Internationalen Föderation der russischen Schriftsteller (Hauptsitz in London und Budapest), der New-York-Abteilung des PEN-Clubs der Schriftsteller in der Emigration, des Internationalen PEN-Zentrums in Moskau und Vorsitzender der Kommission des Zentrums für russische Literatur beim Wissenschaftlichen Rat der Russischen Akademie der Wissenschaften (RAN). Er ist Mitglied der Jury des O.-Henry-Literaturpreises und der Jury (Kategorie Lyrik) des Literaturpreises Debjut (Debüt) für russische Literatur. Er ist Vorsitzender des Woloschin-Wettbewerbs für Videopoesie. 2014 stiftete er den Literaturpreis Russki Gulliwer, dessen Kurator er ist.